# サイアシ・フリー
サイアシ・フリー（Saiasi Fuli、1978年5月16日 - ）は、フィジーのラグビー指導者。現在7人制女子フィジー代表のヘッドコーチを務めている。

## プロフィール
- フィジー・スバ出身。
- 現役時代のポジションはスクラムハーフ(SH)。
- フィジー代表通算キャップ数は1。
- 7人制フィジー代表に選ばれたことがある[2]。

## 略歴
現役引退後、2018年、7人制女子フィジー代表のヘッドコーチに就任。
2021年、2020東京五輪では女子フィジー銅メダル獲得に貢献。